# Vnaprejšnje prevajanje
Vnaprejšnje prevajanje je način prevajanja računalniških programov, pri katerem se izvorna koda programa v celoti prevede v strojno kodo, preden se program prične izvajati. Ta način prevajanja je običajen pri nižjenivojskih jezikih, kot sta C in C++. Pri nekaterih programskih jezikih (npr. pri Javi ali C#) se izvorna koda običajno najprej prevede v vmesno bitno kodo, iz katere se sproti tvori nativna strojna koda sistema tik preden se določeni deli programa pričnejo izvajati. Kadar se izvorna koda v celoti prevede v strojno kodo pred začetkom izvajanja programa, pravimo temu prevajanju vnaprejšnje prevajanje. V tem kontekstu se izraz tudi najpogosteje uporablja, s čimer želimo poudariti razliko z običajnim načinom prevajanja takšnih programov.